# Clubiona zilla
Clubiona zilla là một loài nhện trong họ Clubionidae.
Loài này thuộc chi Clubiona. Clubiona zilla được miêu tả năm 1906 bởi Dönitz & Embrik Strand.